# Eoux
Eoux är en kommun i departementet Haute-Garonne i regionen Occitanien i södra Frankrike. Kommunen ligger i kantonen Aurignac som tillhör arrondissementet Saint-Gaudens. År 2022 hade Eoux 131 invånare.

## Befolkningsutveckling
Antalet invånare i kommunen Eoux
Referens:INSEE